# Calliphora subalpina
Calliphora subalpina – gatunek muchówki z rodziny plujkowatych i podrodziny Calliphorinae.
Gatunek ten opisany został w 1931 roku przez Oscara Ringdahla jako Steringomyia subalpina.
Muchówka ta ma czarną głowę z żółtymi i żółto oprószonymi twarzą i parafacialiami. Arista czułków jest z wierzchu i od spodu owłosiona i wraz z włosami tak szeroka jak pierwszy człon biczyka. U samicy czoło jest węższe niż oko złożone w widoku od góry. U samca płytki czołowo-orbitalne stykają się ze sobą. Chetotaksja tułowia odznacza się obecnością zwykle 4 par szczecinek tarczkowych brzeżnych, 2 szczecinek zabarkowych wewnętrznych i 1 zewnętrznej. Na tułowiu między przedszwowymi szczecinkami środkowymi grzbietu biegnie szeroki, sięgający nasad owych szczecinek pas pozbawiony oprószenia. Łuseczki skrzydłowa i tułowiowa są białe, czasem tylko miejscami nieco przyciemnione. Odwłok cechują silne, ale zwykle krótsze niż połowa długości czwartego tergitu szczeciny brzeżne środkowe na trzecim tergicie. Wcięcie na tylnym brzegu piątego tergitu samicy nie jest rozległe.
Owad palearktyczny. W Europie znany z Wielkiej Brytanii, Norwegii, Szwecji, Finlandii, Niemiec, Szwajcarii, Austrii, Włoch, Polski, Czech, Słowacji, Węgier, Litwy, Rosji, Białorusi, Ukrainy, Rumunii i Bułgarii. 